# فئة الاستقلال (سفينة مهام ساحلية)
سفينة المهام الساحلية فئة الاستقلال (بالإنجليزية: Independence-class littoral mission vessel) (LMV) هي فئة مكونة من ثماني منصات سطحية من البحرية السنغافورية. تُشكل السفن الثماني الأسطول الثاني للبحرية.

## تطوير
في 30 يناير 2013م، منحت وزارة الدفاع السنغافورية شركةST Engineering عقدًا لتصميم وبناء ثماني سفن جديدة لتحل محل سفن فئة الشجاع . وأعلنت شركة ST Engineering أن الذراع البحري للمجموعة، ST Marine، سوف يكون المصنع الرئيسي للنظام وسيبني السفن الثماني في حوض بناء السفن Benoi Yard في سنغافورة بينما سوف يوفر الذراع الإلكتروني للمجموعة، ST Electronics، أنظمة القتال الأساسية وحلول تكامل أنظمة القتال. كان من المقرر تسليم أول سفينة في عام 2016م وستكون جميع السفن الثماني جاهزة للعمل بكامل طاقتها بحلول عام 2020م.    تم وضع عارضة السفينة الأولى في حوض بينوي التابع لشركة ST Marine في 11 سبتمبر 2014، بحضور السكرتير الدائم (للدفاع) تشان ينج كيت.  أقيمت مسابقة تسمية من قِبل وزارة الدفاع في 12 فبراير 2015م، وأعلن وزير الدفاع الدكتور نج إنج هين عن الأسماء الفائزة في 15 مايو 2015. 

## تصميم
تم تصميم سفينة المهام الساحلية (LMV) بشكل مشترك من قبل شركة Saab Kockums AB السويدية و ST Marine مع وكالة العلوم والتكنولوجيا الدفاعية في سنغافورة (DSTA) كمدير عام ومُدمِج للأنظمة وتم اشتقاقها من سفينة الدورية متعددة المهام FLEXpatrol من شركة Saab Kockum. تم تصميم السفينة بناءً على متطلبين محددين. ونتيجة لانخفاض معدلات المواليد في سنغافورة، أصبحت القوى العاملة مصدر قلق بالغ بالنسبة للقوات المسلحة السنغافورية ، ويعكس التصميم محاولات زيادة كفاءة طاقم العمل المخفض من 30 إلى 23 فردًا. وتم تحقيق ذلك من خلال زيادة مستويات الأتمتة والمراقبة عن بعد. ومن بين الميزات الرئيسية الأخرى مركز القيادة المتكامل الذي يجمع بين جسر السفينة ومركز معلومات القتال (CIC) ومساحات التحكم في الآلات. إن المتطلب الآخر الذي ينعكس في تصميم المركبة العسكرية الصغيرة هو الحاجة إلى التعامل مع أدوار متعددة، من الصراعات منخفضة الكثافة إلى عمليات المساعدة الإنسانية والإغاثة من الكوارث. يتم تلبية المتطلب من خلال القدرة على إعادة تجهيز السفينة بشكل ديناميكي. تم تجهيز السفن أيضًا بمنحدرات خلفية مزدوجة فريدة من نوعها من Palfinger Marine لإطلاق واستعادة القوارب المطاطية الصلبة. 